# 中国两栖动物列表
中国境内的两栖动物约有500多种。中国两栖动物分布广泛，未受威胁的物种占主要部分。而另一方面，中国部分两栖动物的地理分布范围非常狭小。
本表以2020年初发表的《中国现生、原生两栖动物更新名录》为基础，根据2020年、2021年和2022年更新名录修订。由於係根據中國大陸學者的觀察與統計，因此列表內亦包含台灣和藏南等地区的两栖動物。

## 蚓螈目

### 蚓螈科

#### 鱼螈属
- 版纳鱼螈（Ichthyophis kohtaoensis）

## 有尾目

### 小鲵科

#### 小鲵属
- 安吉小鲵（Hynobius amjiensis）
- 阿里山小鲵（Hynobius arisanensis）
- 中国小鲵（Hynobius chinensis）
- 台湾小鲵（Hynobius formosanus）
- 观雾小鲵（Hynobius fucus）
- 南湖小鲵（Hynobius glacialis）
- 挂榜山小鲵（Hynobius guabangshanensis）
- 东北小鲵（Hynobius leechii）
- 猫儿山小鲵（Hynobius maoershanensis）
- 楚南小鲵（Hynobius sonani）
- 义乌小鲵（Hynobius yiwuensis）

#### 肥鲵属
- 商城肥鲵（Pachyhynobius shangchengensis）

#### 拟小鲵属
- 黄斑拟小鲵（Pseudohynobius flavomaculatus）
- 贵州拟小鲵（Pseudohynobius guizhouensis）
- 金佛拟小鲵（Pseudohynobius jinfo）
- 宽阔水拟小鲵（Pseudohynobius kuankuoshuiensis）
- 普雄拟小鲵（Pseudohynobius puxiongensis）
- 水城拟小鲵（Pseudohynobius shuichengensis）

#### 巴鲵属
- 巫山巴鲵（Liua shihi）
- 秦巴巴鲵（Liua tsinpaensis）

#### 北鲵属
- 新疆北鲵（Ranodon sibiricus）

#### 极北鲵属
- 极北鲵（Salamandrella keyserlingii）
- 远东极北鲵（Salamandrella tridactyla）

#### 爪鲵属
- 吉林爪鲵（Onychodactylus zhangyapingi）
- 辽宁爪鲵（Onychodactylus zhaoermii）

#### 山溪鲵属
- 稻城山溪鲵（Batrachuperus daochengensis）
- 无斑山溪鲵（Batrachuperus karlschmidti）
- 龙洞山溪鲵（Batrachuperus londongensis）
- 山溪鲵（Batrachuperus pinchonii）
- 太白山溪鲵（Batrachuperus taibaiensis）
- 西藏山溪鲵（Batrachuperus tibetanus）
- 盐源山溪鲵（Batrachuperus yenyuanensis）

### 隐鳃鲵科

#### 大鲵属
- 中国大鲵（Andrias davidianus）
- 江西大鲵（Andrias jiangxiensis）
- 华南大鲵（Andrias sligoi）

### 蝾螈科

#### 疣螈属
- 安徽疣螈（Tylototriton anhuiensis）
- 细痣疣螈（Tylototriton asperrimus）
- 宽脊疣螈（Tylototriton broadoridgus）
- 大别疣螈（Tylototriton dabienicus）
- 大娄山疣螈（Tylototriton daloushanensi）
- 海南疣螈（Tylototriton hainanensis）
- 片马疣螈（Tylototriton joe）
- 贵州疣螈（Tylototriton kweichowensis）
- 浏阳疣螈（Tylototriton liuyangensis）
- 莽山疣螈（Tylototriton lizhengchangi）
- 茂兰疣螈（Tylototriton maolanensis）
- 邦瓦疣螈（Tylototriton panwaensis）
- 川南疣螈（Tylototriton pseudoverrucosus）
- 红瘰疣螈（Tylototriton shanjing）
- 辛氏疣螈（Tylototriton sini）
- 大凉疣螈（Tylototriton taliangensis）
- 桐梓疣螈（Tylototriton tongziensi）
- 棕黑疣螈（Tylototriton verrucosus）
- 文县疣螈（Tylototriton wenxianensis）
- 滇南疣螈（Tylototriton yangi）
- 蔡氏疣螈（Tylototriton ziegleri）

#### 棘螈属
- 琉球棘螈（Echinotriton andersoni）
- 镇海棘螈（Echinotriton chinhaiensis）
- 高山棘螈（Echinotriton maxiquadratus）

#### 肥螈属
- 南方肥螈（Pachytriton airobranchiatus）
- 弓斑肥螈（Pachytriton archospotus）
- 黑斑肥螈（Pachytriton brevipes）
- 张氏肥螈（Pachytriton changi）
- 费氏肥螈（Pachytriton feii）
- 秉志肥螈（Pachytriton granulosus）
- 瑶山肥螈（Pachytriton inexpectatus）
- 莫氏肥螈（Pachytriton moi）
- 吴氏肥螈（Pachytriton wuguanfui）
- 黄斑肥螈（Pachytriton xanthospilos）

#### 瘰螈属
- 橙脊瘰螈（Paramesotriton aurantius）
- 尾斑瘰螈（Paramesotriton caudopunctatus）
- 中国瘰螈（Paramesotriton chinensis）
- 德氏瘰螈（Paramesotriton deloustali）
- 富钟瘰螈（Paramesotriton fuzhongensis）
- 广西瘰螈（Paramesotriton guangxiensis）
- 香港瘰螈（Paramesotriton hongkongensis）
- 无斑瘰螈（Paramesotriton labiatus）
- 龙里瘰螈（Paramesotriton longliensis）
- 麻栗坡瘰螈（Paramesotriton malipoensis）
- 茂兰瘰螈（Paramesotriton maolanensis）
- 七溪岭瘰螈（Paramesotriton qixilingensis）
- 武陵瘰螈（Paramesotriton wulingensis）
- 云雾瘰螈（Paramesotriton yunwuensis）
- 织金瘰螈（Paramesotriton zhijinensis）

#### 蝾螈属
- 呈贡蝾螈（Cynops chenggongensis）
- 蓝尾蝾螈（Cynops cyanurus）
- 福鼎蝾螈（Cynops fudingensis）
- 东方蝾螈（Cynops orientalis）
- 灰蓝蝾螈（Cynops glaucus）
- 潮汕蝾螈（Cynops orphicus）
- 普洱蝾螈（Cynops puerensis）
- 滇螈（Cynops wolterstorffi）

## 无尾目

### 铃蟾科

#### 铃蟾属
- 大蹼铃蟾（Bombina maxima）
- 微蹼铃蟾（Bombina microdeladigitora）
- 东方铃蟾（Bombina orientalis）
- 强婚刺铃蟾（Bombina fortinuptialis）
- 利川铃蟾（Bombina lichuanensis）

### 角蟾科

#### 布角蟾属
- 封开角蟾（Boulenophrys acuta）
- 安龙角蟾（Boulenophrys anlongensis）
- 百山祖角蟾（Boulenophrys baishanzuensis）
- 抱龙角蟾（Boulenophrys baolongensis）
- 宾川角蟾（Boulenophrys binchuanensis）
- 炳灵角蟾（Boulenophrys binlingensis）
- 淡肩角蟾（Boulenophrys boettgeri）
- 短肢角蟾（Boulenophrys brachykolos）
- 尾突角蟾（Boulenophrys caudoprocta）
- 陈氏角蟾（Boulenophrys cheni）
- 赤水角蟾（Boulenophrys chishuiensis）
- 从江角蟾（Boulenophrys congjiangensis）
- 戴云角蟾（Boulenophrys daiyunensis）
- 道济角蟾（Boulenophrys daoji）
- 大围角蟾（Boulenophrys daweimontis）
- 东莞角蟾（Boulenophrys dongguanensis）
- 丰顺角蟾（Boulenophrys fengshunensis）
- 黄山角蟾（Boulenophrys huangshanensis）
- 揭阳角蟾（Boulenophrys hungtai）
- 南澳岛角蟾（Boulenophrys insularis）
- 江氏角蟾（Boulenophrys jiangi）
- 景东角蟾（Boulenophrys jingdongensis）
- 井冈山角蟾（Boulenophrys jinggangensis）
- 九连山角蟾（Boulenophrys jiulianensis）
- 挂墩角蟾（Boulenophrys kuatunensis）
- 雷山角蟾（Boulenophrys leishanensis）
- 荔波角蟾（Boulenophrys liboensis）
- 林氏角蟾（Boulenophrys lini）
- 丽水角蟾（Boulenophrys lishuiensis）
- 泸水角蟾（Boulenophrys lushuiensis）
- 小角蟾（Boulenophrys minor）
- 花坪角蟾（Boulenophrys mirabilis）
- 幕阜山角蟾（Boulenophrys mufumontana）
- 南昆山角蟾（Boulenophrys nankunensis）
- 南岭角蟾（Boulenophrys nanlingensis）
- 黑石顶角蟾（Boulenophrys obesa）
- 雨神角蟾（Boulenophrys ombrophila）
- 峨眉角蟾（Boulenophrys omeimontis）
- 粗皮角蟾（Boulenophrys palpebralespinosa）
- 普宁角蟾（Boulenophrys puningensis）
- 黔北角蟾（Boulenophrys qianbeiensis）
- 红股角蟾（Boulenophrys rubrimera）
- 桑植角蟾（Boulenophrys sangzhiensis）
- 三明角蟾（Boulenophrys sanmingensis）
- 石门台角蟾（Boulenophrys shimentaina）
- 水城角蟾（Boulenophrys shuichengensis）
- 舜皇角蟾（Boulenophrys shunhuangensis）
- 棘指角蟾（Boulenophrys spinata）
- 铜钹山角蟾（Boulenophrys tongboensis）
- 棘疣角蟾（Boulenophrys tuberogranulata）
- 武功山角蟾（Boulenophrys wugongensis）
- 无量山角蟾（Boulenophrys wuliangshanensis）
- 巫山角蟾（Boulenophrys wushanensis）
- 湘南角蟾（Boulenophrys xiangnanensis）
- 仙居角蟾（Boulenophrys xianjuensis）
- 阳明山角蟾（Boulenophrys yangmingensis）
- 瑶山角蟾（Boulenophrys yaoshanensis）
- 英德角蟾（Boulenophrys yingdeensis）
- 云开角蟾（Boulenophrys yunkaiensis）

#### 短腿蟾属
- 宽头短腿蟾（Brachytarsophrys carinense）
- 川南短腿蟾（Brachytarsophrys chuannanensis）
- 费氏短腿蟾（Brachytarsophrys feae）
- 东方短腿蟾（Brachytarsophrys orientalis）
- 平顶短腿蟾（Brachytarsophrys platyparietus）
- 珀普短腿蟾（Brachytarsophrys popei）
- 黔南短腿蟾（Brachytarsophrys qiannanensis）

#### 齿蟾属
- 川北齿蟾（Oreolalax chuanbeiensis）
- 棘疣齿蟾（Oreolalax granulosus）
- 景东齿蟾（Oreolalax jingdongensis）
- 凉北齿蟾（Oreolalax liangbeiensis）
- 利川齿蟾（Oreolalax lichuanensis）
- 龙门山齿蟾（Oreolalax longmenmontis）
- 大齿蟾（Oreolalax major）
- 点斑齿蟾（Oreolalax multipunctatus）
- 南江齿蟾（Oreolalax nanjiangensis）
- 峨眉齿蟾（Oreolalax omeimontis）
- 秉志齿蟾（Oreolalax pingii）
- 宝兴齿蟾（Oreolalax popei）
- 普雄齿蟾（Oreolalax puxiongensis）
- 红点齿蟾（Oreolalax rhodostigmatus）
- 疣刺齿蟾（Oreolalax rugosus）
- 无蹼齿蟾（Oreolalax schmidti）
- 魏氏齿蟾（Oreolalax weigoldi）
- 乡城齿蟾（Oreolalax xiangchengensis）

#### 齿突蟾属
- 阿东齿突蟾（Scutiger adungensis）
- 邦达齿突蟾（Scutiger bangdaensis）
- 碧罗齿突蟾（Scutiger biluoensis）
- 西藏齿突蟾（Scutiger boulengeri）
- 金顶齿突蟾（Scutiger chintingensis）
- 胸腺齿突蟾（Scutiger glandulatus）
- 贡山齿突蟾（Scutiger gongshanensis）
- 九龙齿突蟾（Scutiger jiulongensis）
- 六盘齿突蟾（Scutiger liupanensis）
- 花齿突蟾（Scutiger maculatus）
- 刺胸齿突蟾（Scutiger mammatus）
- 梅里齿突蟾（Scutiger meiliensis）
- 木里齿突蟾（Scutiger muliensis）
- 宁陕齿突蟾（Scutiger ningshanensis）
- 林芝齿突蟾（Scutiger nyingchiensis）
- 平武齿突蟾（Scutiger pingwuensis）
- 锡金齿突蟾（Scutiger sikimmensis）
- 刺疣齿突蟾（Scutiger spinosus）
- 腾冲齿突蟾（Scutiger tengchongensis）
- 圆疣齿突蟾（Scutiger tuberculatus）
- 王朗齿突蟾（Scutiger wanglangensis）
- 吴氏齿突蟾（Scutiger wuguanfui）

#### 拟髭蟾属
- 哀牢髭蟾（Leptobrachium ailaonicum）
- 波普拟髭蟾（Leptobrachium bompu）
- 峨眉髭蟾（Leptobrachium boringii）
- 沙巴拟髭蟾（Leptobrachium chapaense）
- 广西拟髭蟾（Leptobrachium guangxiense）
- 海南拟髭蟾（Leptobrachium hainanense）
- 华深拟髭蟾（Leptobrachium huashen）
- 雷山髭蟾（Leptobrachium leishanense）
- 崇安髭蟾（Leptobrachium liui）
- 原髭蟾（Leptobrachium promustache）
- 腾冲拟髭蟾（Leptobrachium tengchongense）

#### 掌突蟾属
- 高山掌突蟾（Leptobrachella alpina）
- 黄连山掌突蟾（Leptobrachella aspera）
- 岜沙掌突蟾（Leptobrachella bashaensis）
- 毕节掌突蟾（Leptobrachella bijie）
- 布氏掌突蟾（Leptobrachella bourreti ）
- 赤水掌突蟾（Leptobrachella chishuiensis）
- 大明山掌突蟾（Leptobrachella damingshanensis）
- 水城掌突蟾（Leptobrachella dorsospina）
- 拂晓掌突蟾（Leptobrachella eos ）
- 费氏掌突蟾（Leptobrachella feii）
- 黄腺掌突蟾（Leptobrachella flaviglandulosa）
- 金沙掌突蟾（Leptobrachella jinshaensis
- 刘氏掌突蟾（Leptobrachella laui ）
- 福建掌突蟾（Leptobrachella liui ）
- 莽山掌突蟾（Leptobrachella mangshanensis ）
- 猫儿山掌突蟾（Leptobrachella maoershanensis ）
- 雪山掌突蟾（Leptobrachella niveimontis）
- 夜神掌突蟾（Leptobrachella nyx）
- 峨山掌突蟾（Leptobrachella oshanensis）
- 蟼掌突蟾（Leptobrachella pelodytoides）
- 屏边掌突蟾（Leptobrachella pingbianensis）
- 紫棕掌突蟾（Leptobrachella purpura ）
- 紫腹掌突蟾（Leptobrachella purpuraventra ）
- 上思掌突蟾（Leptobrachella shangsiensis ）
- 石门台掌突蟾（Leptobrachella shimentaina）
- 十万大山掌突蟾（Leptobrachella shiwandashanensis）
- 绥阳掌突蟾（Leptobrachella suiyangensis）
- 三岛掌突蟾（Leptobrachella sungi ）
- 腾冲掌突蟾（Leptobrachella tengchongensis ）
- 腹斑掌突蟾（Leptobrachella ventripunctata ）
- 密疣掌突蟾（Leptobrachella verrucosa）
- 五皇山掌突蟾（Leptobrachella wuhuangmontis ）
- 武陵掌突蟾（Leptobrachella wulingensis）
- 叶氏掌突蟾（Leptobrachella yeae）
- 盈江掌突蟾（Leptobrachella yingjiangensis ）
- 云开掌突蟾（Leptobrachella yunkaiensis ）
- 贵师掌突蟾（Leptobrachella yunyangensis）

### 蟾蜍科

#### 蟾蜍属
- 哀牢溪蟾（Bufo ailaoanus）
- 无棘溪蟾（Bufo aspinius）
- 盘谷蟾蜍（Bufo bankorensis）
- 隐耳溪蟾（Bufo cryptotympanicus）
- 中华蟾蜍（Bufo gargarizans）
- 绿春溪蟾（Bufo luchunnicus）
- 孟连溪蟾（Bufo menglianus）
- 缅甸溪蟾（Bufo pageoti）
- 东北蟾蜍（Bufo sachalinensis）
- 史氏蟾蜍（Bufo stejnegeri）
- 疣棘溪蟾（Bufo tuberospinius）
- 永德溪蟾（Bufo yongdeensis）
- 云岭蟾蜍（Bufo yunlingensis）

#### 漠蟾属
- 塔里木蟾蜍（Bufotes pewzowi）
- 札达蟾蜍（Bufotes zamdaensis）

#### 头棱蟾属
- 喜山蟾蜍（Duttaphrynus himalayanus）
- 黑眶蟾蜍（Duttaphrynus melanostictus）
- 司徒蟾蜍（Duttaphrynus stuarti）

#### 棱顶蟾属
- 乐东蟾蜍（Ingerophrynus ledongensis）

#### 小蟾属
- 鳞皮小蟾（Parapelophryne scalpta）

#### 花蟾属
- 花背蟾蜍（Strauchbufo raddei）

### 雨蛙科

#### 雨蛙属
- 华西雨蛙（Hyla annectans）
- 中国雨蛙（Hyla chinensis）
- 无斑雨蛙（Hyla immaculata）
- 日本雨蛙（Hyla japonica）
- 三港雨蛙（Hyla sanchiangensis）
- 华南雨蛙（Hyla simplex）
- 秦岭雨蛙（Hyla tsinlingensis）
- 昭平雨蛙（Hyla zhaopingensis）

### 蛙科

#### 蛙属
- 桑植蛙（Rana sangzhiensis）
- 威宁蛙（Rana weiningensis）
- 黑龙江林蛙（Rana amurensis）
- 田野蛙（Rana arvalis）
- 中亚林蛙（Rana asiatica）
- 昭觉林蛙（Rana chaochiaoensis）
- 中国林蛙（Rana chensinensis）
- 峰斑林蛙（Rana chevronta）
- 徂徕林蛙（Rana culaiensis）
- 东北林蛙（Rana dybowskii）
- 大别山林蛙（Rana dabieshanensis）
- 寒露林蛙（Rana hanluica）
- 桓仁林蛙（Rana huanrenensis）
- 借母溪林蛙（Rana jiemuxiensis）
- 九岭山林蛙（Rana jiulingensis）
- 长肢林蛙（Rana longicrus）
- 栾川林蛙（Rana luanchuanensis）
- 猫儿山林蛙（Rana maoershanensis）
- 越南趾沟蛙（Rana johnsi）
- 高原林蛙（Rana kukunoris）
- 韩国林蛙（Rana coreana）
- 峨眉林蛙（Rana omeimontis）
- 梭德氏蛙（Rana sauteri）
- 胫腺蛙（Rana shuchinae）
- 太行林蛙（Rana taihangensis）
- 武夷林蛙（Rana wuyiensis）
- 明全蛙（Rana zhengi）
- 镇海林蛙（Rana zhenhaiensis）
- 织金林蛙（Rana zhijinensis）

#### 湍蛙属
- 珞巴湍蛙（Amolops adicola）
- 克钦湍蛙（Amolops afghanus）
- 白刺湍蛙（Amolops albispinus）
- 阿尼桥湍蛙（Amolops aniqiaoensis）
- 背崩湍蛙（Amolops beibengensis）
- 片马湍蛙（Amolops bellulus）
- 丙察察湍蛙（Amolops binchachaensis）
- 钊琴湍蛙（Amolops chaochin）
- 察隅湍蛙（Amolops chayuensis）
- 崇安湍蛙（Amolops chunganensis）
- 戴云湍蛙（Amolops daiyunensis）
- 瑶湍蛙（Amolops daorum）
- 僜湍蛙（Amolops deng）
- 丽斑湍蛙（Amolops formosus）
- 小耳湍蛙（Amolops gerbillus）
- 棘皮湍蛙（Amolops granulosus）
- 海南湍蛙（Amolops hainanensis）
- 香港湍蛙（Amolops hongkongensis）
- 绿湍蛙（Amolops iriodes）
- 金江湍蛙（Amolops jinjiangensis）
- 缅北湍蛙（Amolops kaulbacki）
- 理县湍蛙（Amolops lifanensis）
- 棕点湍蛙（Amolops loloensis）
- 四川湍蛙（Amolops mantzorum）
- 墨脱湍蛙（Amolops medogensis）
- 勐养湍蛙（Amolops mengyangensis）
- 孟定湍蛙（Amolops mengdingensis）
- 山湍蛙（Amolops monticola）
- 林芝湍蛙（Amolops nyingchiensis）
- 陈塘湍蛙（Amolops pallasitatus）
- 葡萄湍蛙（Amolops putaoensis）
- 华南湍蛙（Amolops ricketti）
- 水城湍蛙（Amolops shuichengicus）
- 河口湍蛙（Amolops shihaitaoi）
- 中华湍蛙（Amolops sinensis）
- 潮州湍蛙（Amolops teochew）
- 小湍蛙（Amolops torrentis）
- 团结湍蛙（Amolops tuanjieensis）
- 平疣湍蛙（Amolops tuberodepressus）
- 绿点湍蛙（Amolops viridimaculatus）
- 新都桥湍蛙（Amolops xinduqiao）
- 苔斑湍蛙（Amolops wangyufani）
- 文山湍蛙（Amolops wenshanensis）
- 武夷湍蛙（Amolops wuyiensis）
- 雅江湍蛙（Amolops yarlungzangbo）
- 逸仙湍蛙（Amolops yatseni）
- 云开湍蛙（Amolops yunkaiensis）

#### 琴蛙属
- 弹琴蛙（Nidirana adenopleura）
- 沙巴琴蛙（Nidirana chapaensis）
- 仙琴蛙（Nidirana daunchina）
- 粤琴蛙（Nidirana guangdongensis）
- 广西琴蛙（Nidirana guangxiensis）
- 桂北琴蛙（Nidirana guibeiensis）
- 海南琴蛙（Nidirana hainanensis）
- 雷山琴蛙（Nidirana leishanensis）
- 林琴蛙（Nidirana lini）
- 孟闻琴蛙（Nidirana mangveni）
- 南昆山琴蛙（Nidirana nankunensis）
- 滇西琴蛙（Nidirana occidentalis）
- 琉球琴蛙（Nidirana okinavana）
- 滇蛙（Nidirana pleuraden）
- 十万大山琴蛙（Nidirana shiwandashanensis）
- 湘琴蛙（Nidirana xiangica）
- 瑶琴蛙（Nidirana yaoica）
- 叶氏琴蛙（Nidirana yeae）

#### 腺蛙属
- 东北粗皮蛙（Glandirana emeljanovi）
- 小腺蛙（Glandirana minima）
- 天台粗皮蛙（Glandirana tientaiensis）

#### 水蛙属
- 肘腺水蛙（Hylarana cubitalis）
- 沼水蛙（Hylarana guentheri）
- 黑斜线水蛙（Hylarana lateralis）
- 阔褶水蛙（Hylarana latouchii）
- 长趾纤蛙（Hylarana macrodactyla）
- 茅索水蛙（Hylarana maosonensis）
- 米尔水蛙（Hylarana milleti）
- 黑带水蛙（Hylarana nigrovittata）
- 细刺水蛙（Hylarana spinulosa）
- 台北纤蛙（Hylarana taipehensis）

#### 臭蛙属
- 安龙臭蛙（Odorrana anlungensis）
- 北圻臭蛙（Odorrana bacboensis）
- 沧源臭蛙（Odorrana cangyuanensis）
- 沙巴臭蛙（Odorrana chapaensis）
- 大吉岭臭蛙（Odorrana chloronota）
- 苔斑臭蛙（Odorrana concelata）
- 独龙江臭蛙（Odorrana dulongensis）
- 小竹叶蛙（Odorrana exiliversabilis）
- 越北臭蛙（Odorrana geminata）
- 无指盘臭蛙（Odorrana grahami）
- 大绿臭蛙（Odorrana graminea）
- 宜昌臭蛙（Odorrana ichangensis）
- 贵州臭蛙（Odorrana kweichowensis）
- 封开臭蛙（Odorrana fengkaiensis）
- 海南臭蛙（Odorrana hainanensis）
- 合江臭蛙（Odorrana hejiangensis）
- 黄岗臭蛙（Odorrana huanggangensis）
- 景东臭蛙（Odorrana jingdongensis）
- 筠连臭蛙（Odorrana junlianensis）
- 光雾臭蛙（Odorrana kuangwuensis）
- 龙头山臭蛙（Odorrana leporipes）
- 荔波臭蛙（Odorrana liboensis）
- 宜章臭蛙（Odorrana yizhangensis）
- 安子山臭蛙（Odorrana yentuensis）
- 云南臭蛙（Odorrana yunnanensis）
- 荔浦臭蛙（Odorrana lipuensis）
- 龙胜臭蛙（Odorrana lungshengensis）
- 大耳臭蛙（Odorrana macrotympana）
- 绿臭蛙（Odorrana margaretae）
- 南江臭蛙（Odorrana nanjiangensis）
- 长吻臭蛙（Odorrana nasica）
- 鸭嘴竹叶蛙（Odorrana nasuta）
- 圆斑臭蛙（Odorrana rotodora）
- 桑植臭蛙（Odorrana sangzhiensis）
- 花臭蛙（Odorrana schmackeri）
- 棕背臭蛙（Odorrana swinhoana）
- 天目臭蛙（Odorrana tianmuii）
- 滇南臭蛙（Odorrana tiannanensis）
- 凹耳臭蛙（Odorrana tormota）
- 竹叶蛙（Odorrana versabilis）
- 务川臭蛙（Odorrana wuchuanensis）

#### 侧褶蛙属
- 朝鲜侧褶蛙（Pelophylax chosenicus）
- 福建侧褶蛙（Pelophylax fukienensis）
- 湖北侧褶蛙（Pelophylax hubeiensis）
- 金线侧褶蛙（Pelophylax plancyi）
- 蒙侧褶蛙（Pelophylax mongolicus）
- 黑斑侧褶蛙（Pelophylax nigromaculatus）
- 中亚侧褶蛙（Pelophylax terentievi）

### 亚洲角蛙科

#### 舌突蛙属
- 高山舌突蛙（Liurana alpina）
- 墨脱舌突蛙（Liurana medogensis）
- 河谷舌突蛙（Liurana vallecula）
- 西藏舌突蛙（Liurana xizangensis）

### 叉舌蛙科

#### 虎纹蛙属
- 虎纹蛙（Hoplobatrachus chinensis）

#### 小跳蛙属
- 北小跳蛙（Ingerana borealis）

#### 陆蛙属
- 海陆蛙（Fejervarya cancrivora）
- 川村陆蛙（Fejervarya kawamurai）
- 泽陆蛙（Fejervarya multistriata）
- 先岛陆蛙（Fejervarya sakishimensis）

#### 南亚陆蛙属
- 清迈陆蛙（Minervarya chiangmaiensis）

#### 大头蛙属
- 刘氏泰诺蛙（Limnonectes limborgi）
- 版纳大头蛙（Limnonectes bannaensis）
- 脆皮大头蛙（Limnonectes fragilis）
- 福建大头蛙（Limnonectes fujianensis）
- 阮氏大头蛙（Limnonectes nguyenorum）
- 泰诺大头蛙（Limnonectes taylori）
- 陇川大头蛙（Limnonectes longchuanensis）

#### 倭蛙属
- 藏南棘蛙（Nanorana arunachalensis）
- 铜色棘肛蛙（Nanorana aenea）
- 邦达倭蛙（Nanorana bangdaensi）
- 察隅棘蛙（Nanorana chayuensis）
- 布兰福棘蛙（Nanorana blanfordii）
- 双团棘胸蛙（Nanorana phrynoides）
- 错那棘蛙（Nanorana conaensis）
- 康县隆肛蛙（Nanorana kangxianensis）
- 棘臂蛙（Nanorana liebigii）
- 花棘蛙（Nanorana maculosa）
- 墨脱棘蛙（Nanorana medogensis）
- 高山倭蛙（Nanorana parkeri）
- 倭蛙（Nanorana pleskei）
- 波留宁棘蛙（Nanorana polunini）
- 隆肛蛙（Nanorana quadranus）
- 罗斯坦棘蛙（Nanorana rostandi）
- 四川棘蛙（Nanorana sichuanensis）
- 太行隆肛蛙（Nanorana taihangnica）
- 棘肛蛙（Nanorana unculuanus）
- 雪林棘蛙（Nanorana xuelinensis）
- 腹斑倭蛙（Nanorana ventripunctata）
- 云南棘蛙（Nanorana yunnanensis）
- 隆子棘蛙（Nanorana zhaoermii）

#### 棘胸蛙属
- 棘腹蛙（Quasipaa boulengeri）
- 小棘蛙（Quasipaa exilispinosa）
- 九龙棘蛙（Quasipaa jiulongensis）
- 棘侧蛙（Quasipaa shini）
- 棘胸蛙（Quasipaa spinosa）
- 多疣棘蛙（Quasipaa verrucospinosa）
- 叶氏隆肛蛙（Quasipaa yei）

#### 浮蛙属
- 中国浮蛙（Occidozyga obscura）
- 尖舌浮蛙（Occidozyga lima）
- 岭南浮蛙（Occidozyga lingnanica）
- 圆舌浮蛙（Occidozyga martensii）
- 十万大山浮蛙（Occidozyga shiwandashanensi）

### 树蛙科

#### 溪树蛙属
- 周氏溪树蛙（Buergeria choui）
- 日本溪树蛙（Buergeria japonica）
- 太田溪树蛙（Buergeria otai）
- 海南溪树蛙（Buergeria oxycephala）
- 壮溪树蛙（Buergeria robusta）

#### 跳树蛙属
- 背条跳树蛙（Chirixalus doriae）

#### 棱皮树蛙属
- 白斑棱皮树蛙（Theloderma albopunctatum）
- 背崩棱皮树蛙（Theloderma baibengense）
- 双色棱皮树蛙（Theloderma bicolor）
- 北部湾棱皮树蛙（Theloderma corticale）
- 河口棱皮树蛙（Theloderma hekouense）
- 印支棱皮树蛙（Theloderma gordoni）
- 河江棱皮树蛙（Theloderma khoii）
- 棘棱皮树蛙（Theloderma moloch）
- 缅甸棱皮树蛙（Theloderma pyaukkya）
- 红吸盘棱皮树蛙（Theloderma rhododiscus）

#### 费树蛙属
- 抚华费树蛙（Feihyla fuhua）
- 白颊费树蛙（Feihyla palpebralis）

#### 纤树蛙属
- 黑眼睑纤树蛙（Gracixalus gracilipes）
- 广东纤树蛙（Gracixalus guangdongensis）
- 金秀纤树蛙（Gracixalus jinxiuensis）
- 井冈纤树蛙（Gracixalus jinggangensis）
- 墨脱纤树蛙（Gracixalus medogensis）
- 弄岗纤树蛙（Gracixalus nonggangensis）
- 浦活纤树蛙（Gracixalus quangi）
- 田林纤树蛙（Gracixalus tianlinensis）
- 云南纤树蛙（Gracixalus yunnanensis）

#### 原指树蛙属
- 碧眼原指树蛙（Kurixalus berylliniris）
- 泰北原指树蛙（Kurixalus bisacculus）
- 琉球原指树蛙（Kurixalus eiffingeri）
- 面天原指树蛙（Kurixalus idiootocus）
- 长兴原指树蛙（Kurixalus inexpectatus）
- 冷泉原指树蛙（Kurixalus lenquanensis）
- 吻原指树蛙（Kurixalus naso）
- 锯腿原指树蛙（Kurixalus odontotarsus）
- 饶氏原指树蛙（Kurixalus raoi）
- 精灵原指树蛙（Kurixalus silvaenaias）
- 多疣原指树蛙（Kurixalus verrucosus）
- 王氏原指树蛙（Kurixalus wangi）
- 杨氏原指树蛙（Kurixalus yangi）

#### 刘树蛙属
- 海南刘树蛙（Liuixalus hainanus）
- 眼斑刘树蛙（Liuixalus ocellatus）
- 罗默刘树蛙（Liuixalus romeri）
- 费氏刘树蛙（Liuixalus feii）
- 十万大山刘树蛙（Liuixalus shiwandashan）

#### 小树蛙属
- 肯氏小树蛙（Philautus kempii）

#### 泛树蛙属
- 布氏泛树蛙（Polypedates braueri）
- 凹顶泛树蛙（Polypedates impresus）
- 斑腿泛树蛙（Polypedates megacephalus）
- 无声囊泛树蛙（Polypedates mutus）

#### 灌树蛙属
- 疣灌树蛙（Raorchestes andersoni）
- 沧源灌树蛙（Raorchestes cangyuanensis）
- 独龙灌树蛙（Raorchestes dulongensis）
- 勐海灌树蛙（Raorchestes hillisi）
- 黄连山灌树蛙（Raorchestes huanglianshan）
- 陇川灌树蛙（Raorchestes longchuanensis）
- 勐腊灌树蛙（Raorchestes menglaensis）
- 侏灌树蛙（Raorchestes parvulus）
- 亚东灌树蛙（Raorchestes yadongensis）

#### 树蛙属
- 双斑树蛙（Rhacophorus bipunctatus）
- 黑蹼树蛙（Rhacophorus kio）
- 老山树蛙（Rhacophorus laoshan）
- 那坡树蛙（Rhacophorus napoensis）
- 奥氏树蛙（Rhacophorus orlovi）
- 红蹼树蛙（Rhacophorus rhodopus）
- 横纹树蛙（Rhacophorus translineatus）
- 圆疣树蛙（Rhacophorus tuberculatus）
- 疣足树蛙（Rhacophorus verrucopus）

#### 罗树蛙属
- 侧条树蛙（Rohanixalus vittata）

#### 张树蛙属
- 诸罗树蛙（Zhangixalus arvalis）
- 橙腹树蛙（Zhangixalus aurantiventris）
- 缅甸树蛙（Zhangixalus burmanus）
- 经甫树蛙（Zhangixalus chenfui）
- 大树蛙（Zhangixalus dennysi）
- 绿背树蛙（Zhangixalus dorsoviridis）
- 蓝面树蛙（Zhangixalus duboisi）
- 宝兴树蛙（Zhangixalus dugritei）
- 棕褶树蛙（Zhangixalus feae）
- 弗氏树蛙（Zhangixalus franki）
- 巫溪树蛙（Zhangixalus hongchibaensis）
- 洪佛树蛙（Zhangixalus hungfuensis）
- 白线树蛙（Zhangixalus leucofasciatus）
- 丽水树蛙（Zhangixalus lishuiensis）
- 侏树蛙（Zhangixalus minimus）
- 台湾树蛙（Zhangixalus moltrechti）
- 黑点树蛙（Zhangixalus nigropunctatus）
- 峨眉树蛙（Zhangixalus omeimontis）
- 突肛树蛙（Zhangixalus pachyproctus）
- 平龙树蛙（Zhangixalus pinglongensis）
- 翡翠树蛙（Zhangixalus prasinatus）
- 普洱树蛙（Zhangixalus puerensis）
- 白颌大树蛙（Zhangixalus smaragdinus）
- 台北树蛙（Zhangixalus taipeianus）
- 利川树蛙（Zhangixalus wui）
- 瑶山树蛙（Zhangixalus yaoshanensis）
- 鹦哥岭树蛙（Zhangixalus yinggelingensis）
- 胡氏树蛙（Zhangixalus hui）
- 安徽树蛙（Zhangixalus zhoukaiyae）

#### 棱鼻树蛙属
- 墨脱棱鼻树蛙（Nasutixalus medogensis）
- 盈江棱鼻树蛙（Nasutixalus yingjiangensis）

### 姬蛙科

#### 细狭口蛙属
- 花细狭口蛙（Kalophrynus interlineatus）

#### 小狭口蛙属
- 花甸小狭口蛙（Glyphoglossus huadianensis）
- 云南小狭口蛙（Glyphoglossus yunnanensis）

#### 狭口蛙属
- 北方狭口蛙（Kaloula borealis）
- 弄岗狭口蛙（Kaloula nonggangensis）
- 花狭口蛙（Kaloula pulchra）
- 四川狭口蛙（Kaloula rugifera）
- 多疣狭口蛙（Kaloula verrucosa）

#### 姬蛙属
- 北仑姬蛙（Microhyla beilunensis）
- 缅甸姬蛙（Microhyla berdmorei）
- 粗皮姬蛙（Microhyla butleri）
- 大别山姬蛙（Microhyla dabieshanensis）
- 梵净山姬蛙（Microhyla fanjingshanensis）
- 饰纹姬蛙（Microhyla fissipes）
- 小弧斑姬蛙（Microhyla heymonsi）
- 合征姬蛙（Microhyla mixtura）
- 花姬蛙（Microhyla pulchra）
- 穆氏姬蛙（Microhyla mukhlesuri）

#### 小姬蛙属
- 河口小姬蛙（Micryletta hekouensis）
- 德力小姬蛙（Micryletta inornata）
- 海南小姬蛙（Micryletta immaculata）
- 孟连小姬蛙（Micryletta menglienicus）
- 史氏小姬蛙（Micryletta steinegeri）

### 越南姬蛙属
- 奥氏越南姬蛙（Vietnamophryne orlovi）

## 参看
- 香港兩棲動物列表
- 台灣兩棲動物列表